# Kate Summerscale
Œuvres principales
The Suspicions of Mr. Whicher: or the Murder at Road Hill House
Compléments
Royal Society of Literature
Kate Summerscale est une écrivaine britannique née en 1965.

## Œuvre non traduite en français
- The Queen of Whale Cay, Londres, 4th Estate, 1997[1]

- Prix Somerset-Maugham 1998

## Œuvres traduites en français
- L’Affaire de Road Hill House. L’Assassinat du petit Saville Kent, [« The Suspicions of Mr Whicher or The Murder at Road Hill House », 2008], trad. d’Éric Chédaille, Paris, Christian Bourgois Éditeur, 2008, 523 p.  (ISBN 978-2-267-01981-0)[2]

- Prix Samuel Johnson 2008
- La Déchéance de Mrs Robinson, [« Mrs Robinson's Disgrace », 2012], trad. d’Éric Chédaille, Paris, Christian Bourgois Éditeur, 2013, 406 p.  (ISBN 978-2-267-02457-9)[3]
- Un singulier garçon - Le mystère d’un enfant matricide à l’époque victorienne, [« The Wicked Boy : The Mystery of a Victorian Child Murderer », 2016], trad. d’Éric Chédaille, Paris, Christian Bourgois Éditeur, 2016, 480 p.  (ISBN 978-2-267-03228-4)